# Хвыля за хвылею
«Хвыля за хвылею» — літературний альманах, виданий 1900 за ред. Б.Грінченка в Чернігові. У ньому були опубліковані поезії Б.Грінченка, поезії й оповідання «Лесишина челядь» І.Франка, оповідання М.Коцюбинського «Для загального добра», О.Маковея «Вуйко Дорко», Т.Бордуляка «Перший раз», «Буревісник» і «Мара» Дніпрової Чайки. Крім того, твори А.Кримського, В.Самійленка, Т.Зіньківського.